# Euphorbia berthelotii
Euphorbia berthelotii ist eine Pflanzenart aus der Gattung Wolfsmilch (Euphorbia) in der Familie der Wolfsmilchgewächse (Euphorbiaceae). Benannt wurde die Art nach dem französischen Naturforscher und Ethnologen Sabin Berthelot (1794–1880).

## Beschreibung
Die sukkulente Euphorbia berthelotii wächst als strauchartiger Baum bis in 2 Meter Höhe bei einem Kronendurchmesser von 2 Meter. Aus einem kurzen Stamm werden sich verzweigende Triebe gebildet, die sich zur Spitze hin verdicken und rötlich färben. Sie sind sukkulent und mit quer verlaufenden Blattnarben besetzt. Die lanzettlichen Blätter stehen dicht nebeneinander an den Triebspitzen. Sie sind sitzend, werden bis 5 Zentimeter lang und 1,2 Zentimeter breit und sind kurzlebig. Die Oberseite ist glauk gefärbt und die Unterseite heller. An der Blattspitze befindet sich ein aufgesetztes Spitzchen.
Die endständigen Blütenstände bestehen aus bis 5 Zentimeter langen Cymen, die in sechs- bis zehnstrahligen Dolden stehen, wobei sich die Strahlen dichotom teilen. An den Blütenständen werden jeweils zwei breit eiförmige Tragblätter ausgebildet. Sie werden bis 1,5 Zentimeter groß, sind gelblich und an der Basis miteinander verwachsen. Die nahezu sitzenden Cyathien erreichen etwa 5 Millimeter im Durchmesser. Die Nektardrüsen sind etwas eingekerbt. Die kugelförmige Frucht erreicht etwa 4 Millimeter im Durchmesser und steht an einem etwa 4 Millimeter langen Stiel. Der eiförmige Samen ist glatt und besitzt ein konisches Anhängsel.

## Verbreitung und Systematik
Euphorbia berthelotii ist an den Küsten von La Gomera verbreitet.
Die Erstbeschreibung der Art erfolgte 1862 durch Pierre Edmond Boissier. Synonyme zu Euphorbia berthelotii sind Euphorbia lamarckii var. berthelotii (Bolle ex Boiss.) Oudejans (1993) und Tirucallia virgata var. berthelotii (Bolle ex Boiss.) P.V.Heath (1996).